# MSU Soccer Park at Pittser Field
O MSU Soccer Park at Pittser Field é um estádio localizado em Montclair, Nova Jérsia, Estados Unidos, possui capacidade total para 5.000 pessoas, é a casa do time de futebol americano universitário Montclair State Red Hawks e do time B de futebol do New York Red Bulls II da USL Championship, o estádio foi inaugurado em 1998.